# Xã Acoma, Quận McLeod, Minnesota
Xã Acoma (tiếng Anh: Acoma Township) là một xã thuộc quận McLeod, tiểu bang Minnesota, Hoa Kỳ. Năm 2010, dân số của xã này là 1.149 người.